# Asparagus acutifolius
Asperge sauvage
Espèce
Classification phylogénétique
Asparagus acutifolius appelée simplement Asperge sauvage est une espèce d'asperges sauvages répandue sur le pourtour méditerranéen, très courante dans le Sud de la France. Elle appartient à la famille des Asparagaceae.

## Description
Fleurs : petites, nombreuses, jaunes-verdâtre, pédoncules courts, anthères oblongues, une à deux fois plus courtes que le filet. Elles dégagent un parfum très odorant, agréable, très nuancé et suave (à rapprocher de la violette et de la vigne) très attractif pour apis mellifera.
Feuilles : cladodes fasciculés courts et piquants, mucronés, vert foncés, persistants.
Tiges : ligneuses, striées, retombantes et pubescentes.
Fruits : petite baie noire avec 1-2 graines, taille d’un petit pois.
Ses inflorescences sont des glomérules.
Cette espèce est  dioïque, entomogame et disperse ses graines par endozoochorie.

## Écologie
Asparagus acutifolius  pousse dans les lieux secs et arides, avec des températures chaudes. Cette espèce est répartie dans toute la région Méditerranéenne de France.

## Toxicité
Certaines parties de la plante sont toxiques (valeurs de CL50 inférieures à 1000 μg/mL.) en particulier les baies ( saponine) figurant sur la Liste des fruits toxiques d'Europe.

## Utilisation
Elle ressemble à Asparagus fallax. Ses pousses du printemps sont comestibles, bien qu'elles soient beaucoup moins grosses que les pousses d'Asparagus officinalis qui sont, elles, commercialisées. La période de récolte peut commencer dès mi-février sur les versants ensoleillés près de la côte en Afrique du Nord, et s'étaler jusqu'à fin avril sur les versants plus ombragés à l'intérieur des terres en méditerranée française. Elle est aussi beaucoup cueillie en Croatie (dans les régions au bord de la mer Adriatique : Istrie, Littoral croate, la côte dalmate), Espagne (bassin méditerranéen), en Italie, en Slovénie .
Les pousses peuvent être bouillies et servies avec de la vinaigrette, ou simplement agrémenter une omelette lors de la Saint Loup, lors des fêtes occitanes.

## Confusions
Il ne faut pas confondre l'Asperge sauvage avec l'Asperge des bois ou avec le Tamier commun : il s'agit bien d'espèces différentes, bien que les noms vernaculaires soient souvent mal utilisés. C'est ainsi que, sur les étals, on trouve régulièrement des Asperges des bois et du Tamier commun, sous le nom d’« Asperge sauvage ».